# Rhabdomastix (Rhabdomastix) minima
Rhabdomastix (Rhabdomastix) minima is een tweevleugelige uit de familie steltmuggen (Limoniidae). De soort komt voor in het Australaziatisch gebied.